# 알베르트 만들러

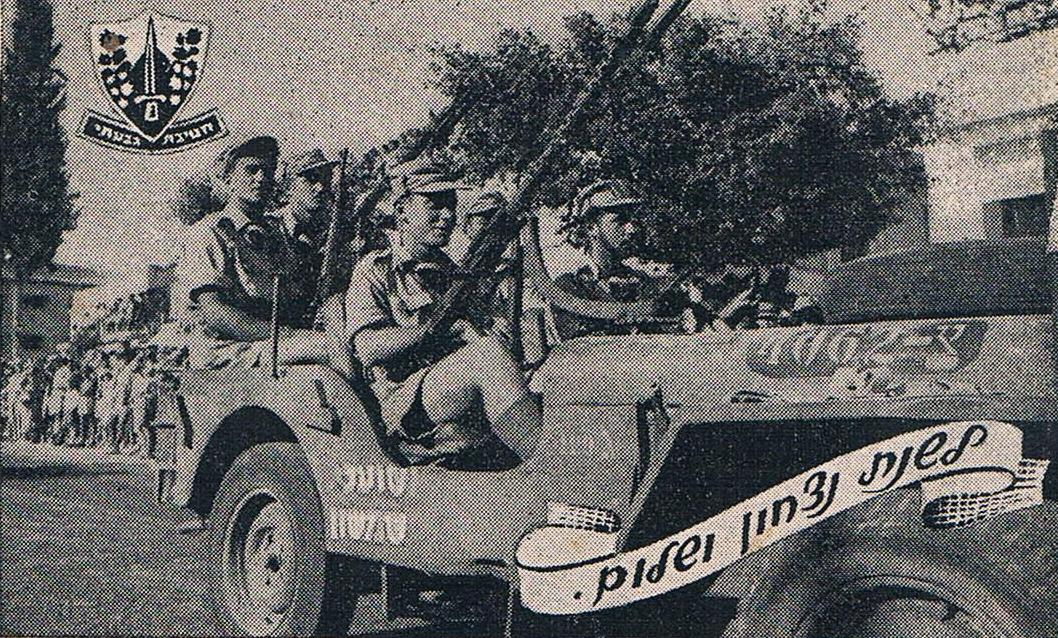

아브라함 "알베르트" 만들러(Avraham "Albert" Mandler, 1929년 5월 3일 ~ 1973년 10월 13일)는 이스라엘의 군인으로 욤키푸르 전쟁 당시 전사했다.
오스트리아 린츠 출생으로 1967년 6일 전쟁에서 제8기계 보병 여단을 지휘했고 1973년 욤키푸르 전쟁에서는 이집트 시나이 지역의 병원 방위군 사령관이 되었다.
그러나 10월 13일 그의 위치와 목소리를 도청한 이집트군의 미사일에 맞아 전사했다.